# Barueri
Barueri er en brasiliansk by i delstaten São Paulo. Barueri ligger i den nordvestlige ende af São Paulo-byområdet og har et indbyggertal på ca. 316.473 (2022) indbyggere.
Byens oprindelse daterer sig tilbage til 1560, hvor der blev taget initiativ til en kirke og et samfund af den jesuitiske missionær José de Anchieta. I 1870 blev en jernbanestrækning ført omkring byen, og den fik selvstændig bystatus i 1948 efter hidtil at have været en del af Santana de Parnaíba.
Lavprisflyselskabet Azul Linhas Aéreas Brasileiras og den brasilianske afdeling af Walmart har hovedkvarterer i byen. I 2011 spilles nogle af kampene ved VM i kvindehåndhold i byens store hal, Ginásio José Corrêa, som også lagde gulv til nogle af kampene under VM i basketball for kvinder i 2006.